# Walter Burke
Pour les articles homonymes, voir Burke.
Walter (Lawrence) Burke est un acteur américain, né le 25 août 1908 à New York (État de New York), mort le 4 août 1984 à Los Angeles (quartier de Woodland Hills, Californie).

## Biographie
Walter Burke est né dans l'arrondissement de Brooklyn, à New York. Au théâtre, Walter Burke apparaît à Broadway dès 17 ans, dans une comédie musicale représentée en 1925-1926, suivie par une revue en 1927.
Puis il revient en 1936 à Broadway, où il joue jusqu'en 1957. Mentionnons le drame musical Sadie Thompson (1944-1945, musique de Vernon Duke, avec June Havoc) et La Commandante Barbara de George Bernard Shaw (1956-1957, avec Glynis Johns, Charles Laughton et Burgess Meredith).
Au cinéma, il contribue à vingt-quatre films américains, depuis La Cité sans voiles de Jules Dassin (1948, avec Barry Fitzgerald et Howard Duff) jusqu'à Le Cercle noir de Michael Winner (1973, avec Charles Bronson et Martin Balsam).
Entretemps, citons Les Fous du roi de Robert Rossen (1949, avec Broderick Crawford et John Ireland), The Crimson Kimono de Samuel Fuller (1959, avec Victoria Shaw et Glenn Corbett), Jack le tueur de géants de Nathan Juran (1962, avec Kerwin Mathews et Judi Meredith), ou encore Ne tirez pas sur le shérif de Burt Kennedy (1969, avec James Garner et Joan Hackett).
Pour la télévision, Walter Burke collabore à cent-dix-neuf séries entre 1950 et 1980, dont Perry Mason (cinq épisodes, 1959-1966), Au-delà du réel (deux épisodes, 1964), La Grande Vallée (quatre épisodes, 1966-1969) et Les Rues de San Francisco (un épisode, 1976).
S'y ajoutent huit téléfilms de 1963 à 1980 (année où il se retire).

## Théâtre à Broadway (intégrale)
- 1925-1926 : Dearest Enemy, comédie musicale, musique de Richard Rodgers, lyrics de Lorenz Hart, livret d'Herbert Fields : Chorus Boy
- 1927 : Padlocks of 1927, revue, musique de Lee David, Jesse Greer et Henry H. Tobias, lyrics de Billy Rose, livret de Paul Gerard Smith et Ballard MacDonald : Chorus Boy
- 1936 : Help Yourself de Paul Vulpius, adaptation de John J. Coman : Frederick Bittlesby
- 1937 : Red Harvest de Walter Charles Roberts : le courrier Rockman
- 1937 : A Hero Is Born, comédie musicale, musique de A. Lehman Engel, lyrics d'Agnes Morgan, livret de Theresa Hellburn : William, un gentleman d'âge indéterminé
- 1940 : The Old Foolishness de Paul Vincent Carroll, mise en scène de Rachel Crothers : Dan Dorian
- 1942 : Under the Roof d'Herbert B. Ehrman : Shawn O'Shaugnessy
- 1942-1943 : The Eve of St. Mark de Maxwell Anderson : le soldat Thomas Mulveroy (remplacement, dates non spécifiées)
- 1943 : The World's Full of Girls de Nunnally Johnson : Nick
- 1944-1945 : Sadie Thompson, drame musical, musique de Vernon Duke, lyrics d'Howard Dietz, livret d'Howard Dietz et Rouben Mamoulian, d'après la pièce Rain de John Colton et Clemence Randolph, mise en scène de Rouben Mamoulian : le quartier-maître Bates
- 1945-1947 : Up in Central Park comédie musicale, musique de Sigmund Romberg, lyrics de Dorothy Fields, livret de Dorothy et Herbert Fields : Danny O'Cahane
- 1951 : Billy Budd, adaptation par Louis O. Coxe et Robert Chapman du roman éponyme d'Herman Melville : O'Daniel
- 1952 : Three Wishes for Jamie, comédie musicale, musique et lyrics de Ralph Blane, livret de Charles O'Neal et Abe Burrows, orchestrations de Robert Russell Bennett : Power O'Malley
- 1956-1957 : La Commandante Barbara (Major Barbara) de George Bernard Shaw, mise en scène de Charles Laughton : Snobby Price

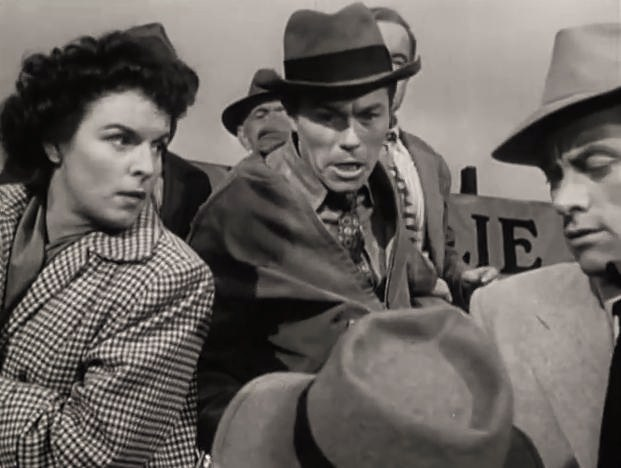
De g. à d. : Mercedes McCambridge, Walter Burke et John Ireland, dans Les Fous du roi (1949)

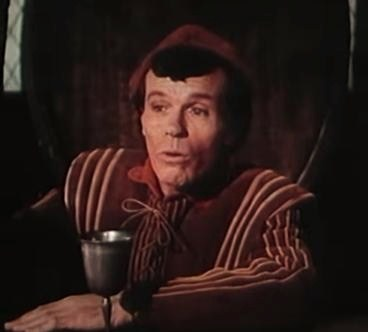
Dans La Belle et la Bête (1962)

## Filmographie partielle

### Cinéma
- 1948 : La Cité sans voiles (The Naked City) de Jules Dassin : Pete Backalis
- 1949 : Les Fous du roi (All the King's Men) de Robert Rossen : « Sugar Boy »
- 1950 : La Main qui venge (Dark City) de William Dieterle : George, le barman
- 1950 : Le Mystère de la plage perdue (Mystery Street) de John Sturges : un ornithologue
- 1950 : The Killer That Stalked New York d’Earl McEvoy
- 1951 : M de Joseph Losey : MacMahan
- 1951 : The Guy Who Came Back de Joseph M. Newman : O'Mara
- 1958 : Never Love a Stranger de Robert Stevens : Jimmy Keough
- 1959 : The Crimson Kimono de Samuel Fuller : Ziggy
- 1960 : Let No Man Write My Epitaph de Philip Leacock : Wart
- 1962 : Jack le tueur de géants (Jack the Giant Killer) de Nathan Juran : Garna
- 1962 : La Belle et la Bête (Beauty and the Beast) d'Edward L. Cahn : Grimaldi
- 1966 : Les Fusils du Far West (The Plainsman) de David Lowell Rich : Abe Ireland
- 1967 : Croisière surprise (Double Trouble) de Norman Taurog : un officier en second
- 1969 : Ne tirez pas sur le shérif (Support Your Local Sheriff!) de Burt Kennedy : Fred Johnson
- 1971 : Tueur malgré lui (Support Your Local Gunfighter) de Burt Kennedy : Morris
- 1973 : Le Cercle noir (The Stone Killer) de Michael Winner : J. D.

### Télévision
Séries
- 1958-1960 : Peter Gunn
  - Saison 1, épisode 12 The Torch (1958) : Ditto
  - Saison 2, épisode 19 See No Evil (1960) d'Alan Crosland Jr. : Cliffie Thomas
- 1959 : Sugarfoot
  - Saison 2, épisode 12 The Mysterious Stranger de Paul Henreid : le barman
- 1959 : Alfred Hitchcock présente (Alfred Hitchcock Presents)
  - Saison 4, épisode 21 Relative Value de Paul Almond : Benny
- 1959 : Mike Hammer (Mickey Spillane's Mike Hammer), première série
  - Saison 2, épisode 23 See No Evil de Ray Nazarro : Van
- 1959 : Johnny Staccato
  - Saison unique, épisode 13 Un coin de paradis (A Piece of Paradise) de John Cassavetes : Raymond « Stash » McGill
- 1959-1966 : Perry Mason, première série
  - Saison 2, épisode 18 The Case of the Jaded Joker (1959) de Gerd Oswald : Freddie Green
  - Saison 3, épisode 24 The Case of the Ominous Outcast (1960) d'Arthur Hiller : James Blackburn
  - Saison 5, épisode 3 The Case of the Missing Melody (1961) de Bernard L. Kowalski : Jack Grabba
  - Saison 8, épisode 12 The Case of the Wooden Nickels (1964) : Kelso, le mendiant
  - Saison 9, épisode 29 The Case of the Crafty Kidnapper (1969) de Jerry Hopper : Adams
- 1959-1969 : Gunsmoke ou Police des plaines (Gunsmoke ou Marshal Dillon)
  - Saison 4, épisode 28 Wind (1959) d'Arthur Hiller : l'observateur
  - Saison 5, épisode 21 Hinka Do (1960) d'Andrew V. McLaglen : Herman
  - Saison 9, épisode 10 Extradition, Part I (1963) de John English : Willie Kearns
  - Saison 10, épisode 20 Circus Trick (1965) de William F. Claxton : Harry Elko
  - Saison 15, épisode 13 Roots of Fear (1969) de Philip Leacock : George Acton
- 1960 : Bonne chance M. Lucky (Mr. Lucky)
  - Saison unique, épisode 19 The Tax Man de Jack Arnold : Tobias Foss
- 1960 : La Quatrième Dimension (The Twilight Zone)
  - Saison 1, épisode 27 Le Vœu magique (The Big Tall Wish) : Joe Mizell
- 1960 : Rawhide
  - Saison 2, épisode 26 Le Déserteur (Incident of the Deserter) de Gerd Oswald : M. Dimity
- 1960-1963 : 77 Sunset Strip
  - Saison 3, épisode 11 The Double Death of Benny Markham (1960) de Robert B. Sinclair : Benny Markham
  - Saison 4, épisode 26 The Baker Street Caper (1962) de Robert Douglas : Riordan
  - Saison 5 épisode 16 Terror in Silence (1963) de Robert Sparr : Joe Dolan
- 1961-1963 : Les Incorruptibles (The Untouchables)
  - Saison 2, épisode 24 Terreur sur le ring (Ring of Terror, 1961) de Walter Grauman : Herbie Snow
  - Saison 4, épisode 18 Le Globe de la mort (Globe of Death, 1963) de Walter Grauman : M. Harman
- 1961-1972 : Bonanza
  - Saison 2, épisode 19 Bank Run (1961) de Robert Altman : Tim O'Brien
  - Saison 7, épisode 19 Destiny's Child (1966) de Gerd Oswald : Jesse Pierson
  - Saison 14, épisode 7 The Twenty-Six Grave (1972) : Campbell
- 1962 : Ombres sur le soleil (Follow the Sun)
  - Saison unique, épisode 22 Annie Beeler's Place de Felix E. Feist : Gympy
- 1964 : Au-delà du réel (The Outer Limits)
  - Saison 1, épisode 19 Les Invisibles (The Invisibles - un recruteur des Invisibles) et épisode 25 Le Mutant (The Mutant - Dr Frederick Riner) d'Alan Crosland Jr.
- 1964 : Le Jeune Docteur Kildare (Dr. Kildare)
  - Saison 4, épisode 7 A Candle in the Window de Sydney Pollack : un employé de l'hôtel
- 1964-1968 : Les Aventuriers du Far West (Death Valley Days)
  - Saison 12, épisode 18 Law of the Round Tent (1964)
  - Saison 15, épisode 9 One Fast Injun (1966) d'Hal Cooper : Gideon Stark
  - Saison 17, épisode 2 The Leprechaun of Last Chance Gulch (1968) de Robert Hardy Andrews (1968) : Ollie
- 1965 : Ma sorcière bien-aimée (Bewitched)
  - Saison 1, épisode 16 Le Magicien (It's Magic) : Le Grand Zeno
- 1965 : Les Monstres (The Munsters)
  - Saison 1, épisode 28 Ça, c'est du cinéma ! (Movie Star Munster) de Jerry Paris : Alfred Swanson
- 1965 : Le Proscrit (Branded)
  - Saison 1, épisode 15 A Taste of Poison : Luke
- 1965 : Les Espions (I Spy)
  - Saison 1, épisode 5 Dans les griffes du dragon (Dragon's Teeth) de Leo Penn : Sax
- 1966 : Batman
  - Saison 1, épisode 3 Parade aux parapluies (Fine Feathered Finks) de Robert Butler et épisode 4 L'Ombrelle à l'ombre (The Penguin's a Jinx) de Robert Butler : Sparrow
- 1966 : Papa Schultz ou Stalag 13 (Hogan's Heroes)
  - Saison 1, épisode 27 Le Perceur de coffres-forts (The Safecracker Suite) d'Howard Morris : Alfred « Alfie l'artiste » Burke
- 1966 : L'Extravagante Lucie (The Lucy Show)
  - Saison 5, épisode 6 Lucy Flies to London : un cockney
- 1966 : Le Fugitif (The Fugitive)
  - Saison 4, épisode 6 Le Royaume de Joshua (Joshua's Kingdom) de Gerd Oswald : « Doc » Martin
- 1966-1969 : La Grande Vallée (The Big Valley)
  - Saison 2, épisode 11 La Cage de fer (The Iron Box, 1966) de Bernard McEveety : le jeune Billy
  - Saison 3, épisode 8 La Disparition (The Disappearance, 1967 - George Gates) de Virgil W. Vogel et épisode 20 La Fin et les Moyens (Fall of a Hero, 1968 - T. J. Dyce) de Virgil W. Vogel
  - Saison 4, épisode 26 Point contre-point (Point and Counterpoint, 1969) : Ned Stokely
- 1967 : Perdus dans l'espace (Lost in Space)
  - Saison 2 épisode 18 Celui qui fabriquait les jouets (The Toymaker) de Robert Douglas : O. M.
- 1967 : Laredo
  - Saison 2, épisode 23 A Question of Guilt de Leo Penn : Jake Taggert
- 1967 : Les Mystères de l'Ouest (The Wild Wild West)
  - Saison 3, épisode 11 La Nuit du vengeur (The Night of the Cut-Throats) d'Alan Crosland Jr. : John P. Cassidy
- 1968 : Voyage au fond des mers (Voyage to the Bottom of the Sea)
  - Saison 4, épisode 15 Le Farfadet terrible (Terrible Leprechaun) de Jerry Hopper : le farfadet Mickey Patrick Moore O'Shaughnessy
- 1968 : L'Homme de fer (Ironside)
  - Saison 1, épisode 22 En service commandé (All in a Day's Work) de Charles S. Dubin : Smiley
- 1969 : Daniel Boone
  - Saison 6, épisode 3 Benvenuto... Who? : Hamel
- 1969-1972 : Sur la piste du crime (The F.B.I.)
  - Saison 5, épisode 5 Silent Partner (1969) de William Hale : Benny Logan
  - Saison 6, épisode 25 The Natural (1971) de Virgil W. Vogel : Charlie Gallo
  - Saison 7, épisode 19 The Hunters (1972) de Virgil W. Vogel : le chauffeur de taxi
- 1970 : Opération vol (It Takes a Thief)
  - Saison 3, épisode 23 Beyond a Treasonable Doubt de Barry Shear : Stanley Wolczak
- 1970 : Le Virginien (The Virginian)
  - Saison 8, épisode 24 The Gift de Seymour Robbie : Billy Neal
- 1970 : Jinny de mes rêves (I Dream of Jeannie)
  - Saison 5, épisode 25 Un atout pour Jinny (One Jeannie Beats Four of a Kind) de Michael Ansara : le patron
- 1972 : Mission impossible (Mission: Impossible)
  - Saison 6, épisode 17 Reflet (Image) de Don McDougall : Nate Ullstead
- 1972 : Doris comédie (The Doris Day Show)
  - Saison 5, épisode 8 Jimmy the Gent de Marc Daniels : Jimmy Callahan / George Callahan
- 1974-1976 : Police Story
  - Saison 2, épisode 6 Glamour Boy (1974) de Virgil W. Vogel : Joey
  - Saison 3, épisode 16 The Other Side of the Fence (1976) d'Alexander Singer : Tim Riley
- 1976 : Les Rues de San Francisco (The Streets of San Francisco)
  - Saison 4, épisode 23 La Fuite désespérée (Runaway) : Joey Collins

Téléfilms
- 1967 : L'Homme en fuite (Stranger on the Run) de Don Siegel : Berk
- 1970 : La vieille garde reprend du service (The Over-the-Hill Gang Rides Again) de George McCowan : un garçon d'écurie
- 1972 : Goodnight, My Love de Peter Hyams : Wheezer
- 1973 : Murdock's Gang de Charles S. Dubin : Bert Collins
- 1980 : The Hustler of Muscle Beach de Jonathan Kaplan : le prêtre